# Brachystephanus kupeensis
Brachystephanus kupeensis är en akantusväxtart som beskrevs av Champl.. Brachystephanus kupeensis ingår i släktet Brachystephanus och familjen akantusväxter. Inga underarter finns listade i Catalogue of Life.